# Lộc Bình (xã)
Lộc Bình là một xã thuộc huyện Phú Lộc, thành phố Huế, Việt Nam.

## Địa lý
Xã Lộc Bình có diện tích 27,19 km², dân số năm 1999 là 2.312 người, mật độ dân số đạt 85 người/km².

## Hành chính
Xã Lộc Bình được chia thành 4 thôn: Hòa An, Mai Gia Phường, Tân An, Tân An Hải.

## Lịch sử
Ngày 13 tháng 6 năm 1986, Hội đồng Bộ trưởng ban hành Quyết định số 72-HĐBT về việc thành lập xã Lộc Bình trên cơ sở các thôn Rầu Dưới, Rầu Giữa của xã Vinh Hiền và các thôn Tân An, Mai Gia Phường của xã Lộc Trì.
Xã Lộc Bình có tổng 1.350 ha diện tích tự nhiên và 2.669 nhân khẩu.
Ngày 30 tháng 6 năm 1989, Quốc hội ban hành Nghị quyết về việc chia tỉnh Bình Trị Thiên thành tỉnh Quảng Bình, tỉnh Quảng Trị và tỉnh Thừa Thiên Huế. Theo đó, xã Lộc Bình thuộc huyện Phú Lộc, tỉnh Thừa Thiên Huế.
Ngày 11 tháng 12 năm 2015, HĐND tỉnh Thừa Thiên Huế ban hành Nghị quyết số 09/NQ-HĐND về việc thành lập thôn Tân An Hải trên cơ sở 3 thôn: Tân Bình, An Bình, Hải Bình.
Ngày 30 tháng 11 năm 2024:
- Quốc hội ban hành Nghị quyết số 175/2024/QH15[7] về việc thành lập thành phố Huế trực thuộc trung ương trên cơ sở toàn bộ diện tích và dân số tỉnh Thừa Thiên Huế (nghị quyết có hiệu lực từ ngày 1 tháng 1 năm 2025).
- Ủy ban Thường vụ Quốc hội ban hành Nghị quyết số 1314/NQ-UBTVQH15[8] về việc sắp xếp đơn vị hành chính cấp huyện, cấp xã của thành phố Huế giai đoạn 2023 – 2025 (nghị quyết có hiệu lực từ ngày 1 tháng 1 năm 2025). Theo đó, xã Lộc Bình thuộc huyện Phú Lộc, thành phố Huế.